# Partito Socialista Unificato della Catalogna
Il Partito Socialista Unificato della Catalogna (in catalano Partit Socialista Unificat de Catalunya, PSUC) fu un partito politico comunista catalano, legato al Partito Comunista di Spagna. 
Fu fondato il 23 luglio 1936 dall'unificazione della Federazione Catalana del PSOE, del Partito Comunista di Catalogna, dell'Unione Socialista della Catalogna e del Partito Catalano Proletario.
Il PSUC ebbe un ruolo centrale in Catalogna durante gli ultimi mesi della Seconda Repubblica Spagnola e nella susseguente guerra civile. Fu il solo partito regionale ad essere affiliato al Comintern e, come il PCE, fu molto vicino alle posizioni di Stalin. Il PCE non aveva una propria organizzazione nella Catalogna e si appoggiava, invece, al PSUC come referente politico.
Durante la dittatura di Francisco Franco, il PSUC fu messo fuori legge, ma rimase attivo nella clandestinità in Spagna e in esilio all'estero. Il PSUC era il più grande partito d'opposizione in Catalogna e, alla caduta del regime, diventò un partito di massa.
Nel 1977, durante la transizione verso la democrazia, il PSUC venne legalizzato e riconosciuto. Negli anni ottanta, il PCE ed il PSUC intrapresero percorsi politici differenti: il PSUC divenne sempre più coinvolto nella Iniziativa per la Catalogna (Iniciativa per Catalunya, IC) e gradualmente cessò di funzionare come entità separata. Nel 1997, quando il PSUC divenne completamente assorbito dentro IC, un gruppo di militanti ortodossi rifondò il partito, con il nome di PSUC Viu.